# Arie Symcha Perelmuter
Arie Symcha Perelmuter (ur. 1856, zm. 1924) – żydowski kantor i kompozytor, autor melodii do modlitw. Był znany z pięknego głosu. Od 1908 roku do śmierci był kantorem synagogi łódzkiej. Spoczywa na nowym cmentarzu żydowskim w Łodzi.